# Trừng Hải
Quận Trừng Hải là một quận của thành phố Sán Đầu, tỉnh Quảng Đông, Trung Quốc. Đây là nơi sinh của Qin Mu và Hong Hai, cha đẻ của vua Thái Lan Taksin.